# Rollito de primavera

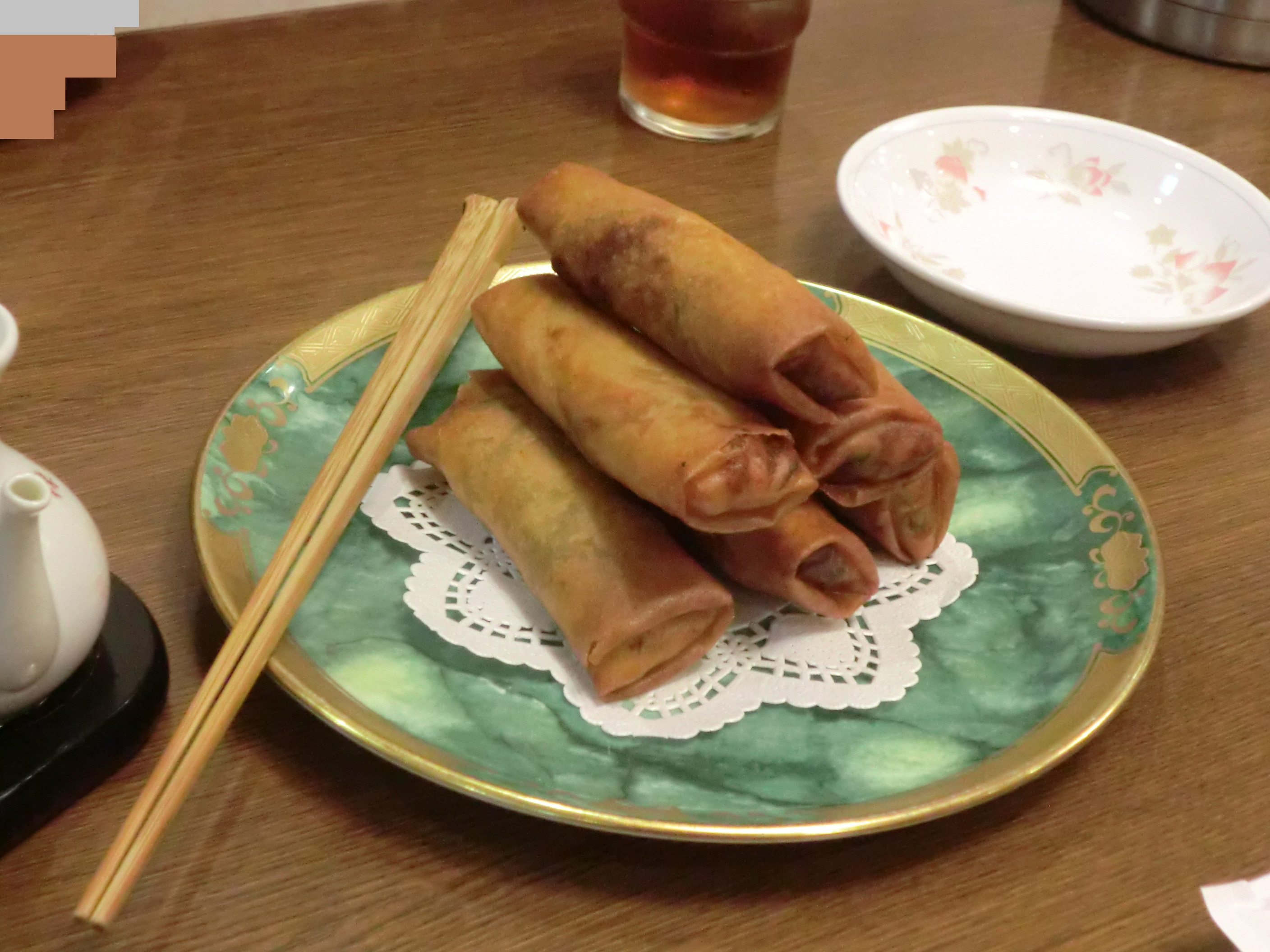
Rollos de primavera

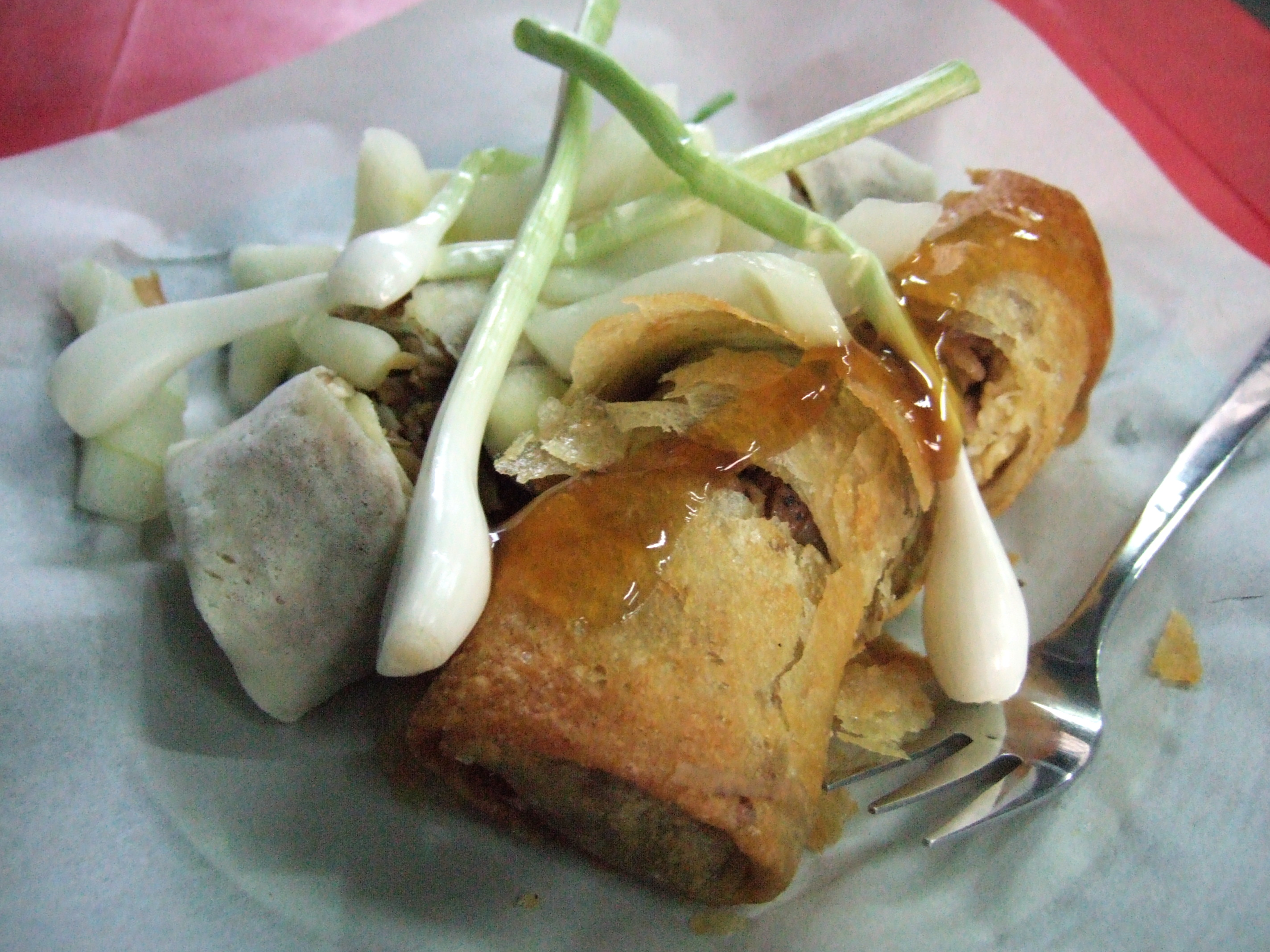
Rollo de primavera indonesio: lumpia semarang.

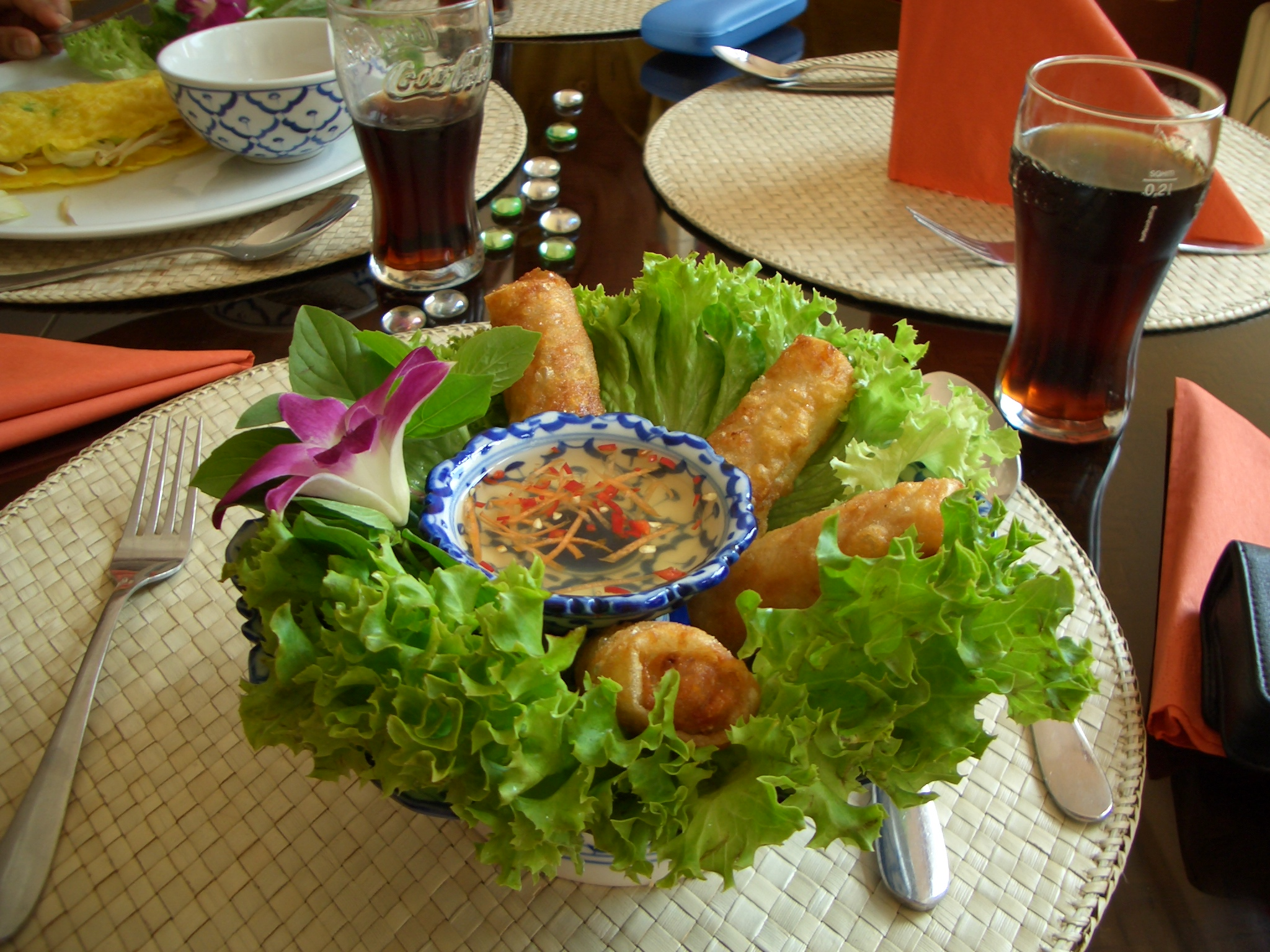
Fuente decorativa de verduras con los rollos de primavera en el centro.

El rollito de primavera, arrollado primavera, empanada china o chun kun (en chino: 春卷, pinyin: chūn juǎn, jyutping: ceon1 gyun2), parecido a la lumpiá, es un rollo elaborado de una pasta con relleno de diferentes verduras picadas al estilo juliana. Introducidos en Occidente gracias a la enorme difusión de la comida china que han realizado los restaurantes chinos en las principales capitales del mundo. Se ha confundido generalmente en Occidente con el rollo de huevo que se elabora de una pasta mucho más fina y que suele ser mucho más grande y por lo tanto posee mucho más ingredientes en su interior. El rollito de primavera tiene una pasta (que hace la función de envoltorio) elaborada con harina de arroz, estilo vietnamita y tailandés, mientras que el rollo de huevo se hace con una masa elaborada de harina de trigo y huevo. En China se utiliza sólo harina de trigo. Hay que destacar que es ésta la que más se conoce, que se hace a mano sobre una plancha caliente desde su inicio.
En Chile el rollo primavera consiste en traer un relleno de verduras, repollo, zapallo italiano y zanahoria, rara vez se utiliza carne.

## Características
Los rollos de primavera se pueden elaborar de dos maneras: 1) con una pasta de harina de trigo (China), 2) con una pasta a base de harina de arroz (Vietnam y Tailandia) que se extiende y se pone sobre ella los ingredientes que serán su contenido que dependerá fundamentalmente de la región y de la época del año en que se hagan.
Se pican abundantes verduras: zanahoria, cebolla, col china (este ingrediente es fundamental), setas (generalmente orejas de Judas), brotes de soja, e incluso fideos celofán también llamados fideos de soja verde o mungo (Vigna radiata). También se suele incluir caldo de pollo y carne de cerdo. A todo ello se le da un toque salado con unas gotas de salsa de soja y se enrolla en la pasta fresca y se fríen en aceite hirviendo en un wok durante unos minutos hasta que la pasta empieza a dorar por su exterior. Las versiones no fritas se denominan "rollos de la suerte" y generalmente se tamizan al vapor y cuecen en una salmuera durante un tiempo; se caracterizan por tener la pasta semi-transparente y porque se ve su contenido verde.
Los rollos de primavera se sirven calientes, recién hechos, a veces con decoraciones festivas dependiendo de las celebraciones a las que haga honor. Se pueden acompañar con salsa agridulce o salsa de soja.
Los rollos de primavera no siempre se sirven con su contenido salado, existen versiones de los rollos de primavera dulces que se elaboran con pasta roja de frijoles y que se sirven como postre, esta costumbre de los rollos de primavera dulce se puede encontrar en el Este de China, sobre todo en las áreas cercanas a Zhejiang.

## Variantes
Existen variantes de este plato en casi todas las cocinas asiáticas: Tailandia, Corea, Vietnam, Indonesia y Japón. En Filipinas e Indonesia este plato es conocido como lumpiá (lumpia en indonesio). En los Países Bajos y Bélgica son conocidos como loempia (lumpiá), debido en parte a las colonias neerlandesas y en otra parte debido a la introducción que hicieron del plato los inmigrantes indonesios que llegaron a estos países del norte de Europa, los loempia están rellenos de taugeh (brotes de judías mungo), tortilla y jamón picado en tiras. En Francia se denominan "nems" y están elaborados con harina de arroz y en ocasiones además con tapioca. En Costa Rica son conocidos como tacos chinos. En Venezuela se les llama lumpiá al igual que en las Filipinas e Indonesia.
En Guatemala se acostumbra a utilizar carne de cerdo por tradición, aunque suele utilizarse carne de pollo en conjunto para algunas variantes del plato, el mismo suele acompañarse con salsa soya.
En algunos restaurantes de Vietnam (gỏi cuốn) el término de rollo de primavera se confunde con rollo de verano, Un rollo de verano es distinto del rollo de primavera en que no es frito sino cocido, muy similar al rollo de la suerte chino. En Australia existen versiones occidentalizadas de este plato asiático que son muy populares, una de las más conocidas es conocida como chiken roll. Véase también dim sum. En Singapur están los rollos de gambas que poseen gambas en su interior.

## Costumbres
Tradicionalmente, los rollitos de primavera forman parte de la fiesta del Año Nuevo Chino que se suele celebrar cada año en la cercanía de la primavera. Los rollos de primavera tienen una simbología especial en estas fechas ya que se asemejan al gusano de seda que renace de su capullo. Los rollos de primavera se sirven también en los festivales de Qingming.